# پولی تپه بزرگ
پولی تپه بزرگ مربوط به دوره ساسانیان است و در شهرستان خدابنده، بخش سجاسرود، روستای سیامان واقع شده و این اثر در تاریخ ۷ مهر ۱۳۸۱ با شمارهٔ ثبت ۶۲۶۲ به‌عنوان یکی از آثار ملی ایران به ثبت رسیده است.